# Hannah Dreier
Hannah Dreier es periodista estadounidense y redactora de The New York Times. Anteriormente, fue corresponsal en Venezuela de Associated Press durante los primeros cuatro años de la presidencia de Nicolás Maduro. En 2016, fue secuestrada por la policía secreta venezolana y amenazada por su trabajo. También ha escrito para ProPublica y The Washington Post.
Es la primera persona en la historia del periodismo estadounidense en ganar tanto el Premio Pulitzer de Reportaje de Investigación como el Premio Pulitzer de Redacción de Reportajes.
En 2019 es condecorada por Fetisov Journalism Awards por la iluminación de los casos del trato cruel de los niños-migrantes.